# NGC 1575
NGC 1575 je galaksija u zviježđu Eridanu.

## Vanjske poveznice
- SEDS: NGC 1575